# 北山朝徳
北山 朝徳（きたやま とものり、1947年4月15日 - 2019年6月18日）は、日本の実業家、サッカー関係者。元日本サッカー協会（JFA）国際委員。広島県の豊島（豊田郡豊浜村、豊浜町を経て、現在は呉市）出身。拓殖大学卒業。

## 略歴
みかん農家の次男として生まれる。拓殖大学時代は「ブラジル研究会」というサークルに所属し、早くから海外に飛び出すことを考えていたという。
大学卒業後単身アルゼンチンに渡り、1970年（1976年とする文献もある）に同地で「TOSHIN（東進）」という会社を設立、運送業や旅行代理店などを営む。サッカーのプレー経験はないが、1978年のFIFAワールドカップからJFAのサポートを行うようになり、サッカーとの関わりができる。その後インターコンチネンタルカップ（トヨタカップ）の開催などを通じて南米サッカー連盟（CONMEBOL）やアルゼンチンサッカー協会等とパイプを構築し、約40年間に渡りJFAの南米における窓口として活動した。ラモン・ディアスの横浜マリノス（当時）への移籍などにも関与していたとされる。
特にサッカー日本代表のマッチメイクに際しては、ブラジルやアルゼンチンなど南米の強豪国を日本に招くのに活躍したほか、1994年 - 1997年にかけて行われていたサンワバンクカップの開催にも関与していた。2002 FIFAワールドカップの日本招致において南米の支持を得られたのは、北山の功績が大きかったと言われる。
2019年6月、肺がんのためブエノスアイレス市内の病院で72歳で死去。
没後の2019年7月、令和元年の外務大臣表彰を受賞。
2022年7月、長年のJFAへの貢献をたたえ、日本サッカー殿堂入りし掲額されることになった。

## 人物
片目が悪く、アルゼンチンに移住してからは色付きのメガネがトレードマークだった。